# ムゼウム駅
ムゼウム駅（ムゼウムえき、Muzeum、チェコ語発音: [ˈmuzɛ.um]）は、プラハ地下鉄の駅で、A線とC線の乗換駅、国立博物館の下車駅となっている。ヴァーツラフ広場の上端に位置している。

## 概要
プラットホームは、バリアフリーでアクセスできるようになっている。
C線の部分は、1974年に開通した。駅のホールはひとつだけで、長さが194メートル (636 ft)、深さは10メートル (33 ft)しかない。2基のエスカレーターと1本の階段が改札口につながっている。
A線の部分は、1978年に開通した。この部分は3本の掘削トンネルで作られた駅であり、短い69-メートル (226 ft)の中央トンネルがある。長さは108メートル (354 ft)、深さは34メートル (112 ft)である。A線の施設は、2002年の洪水の被害を受け、C線は終点駅となった。

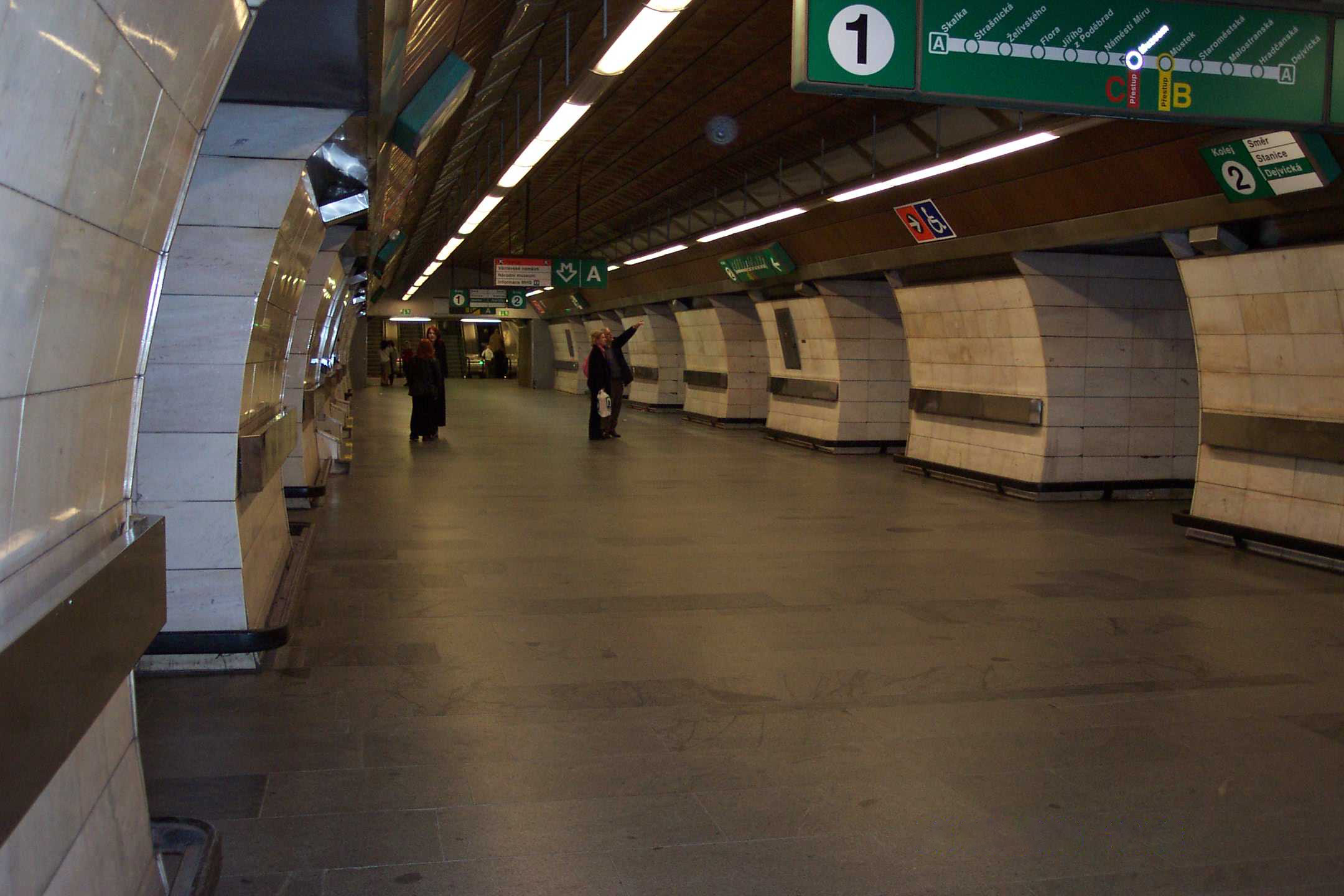
A線プラットホームの中央部
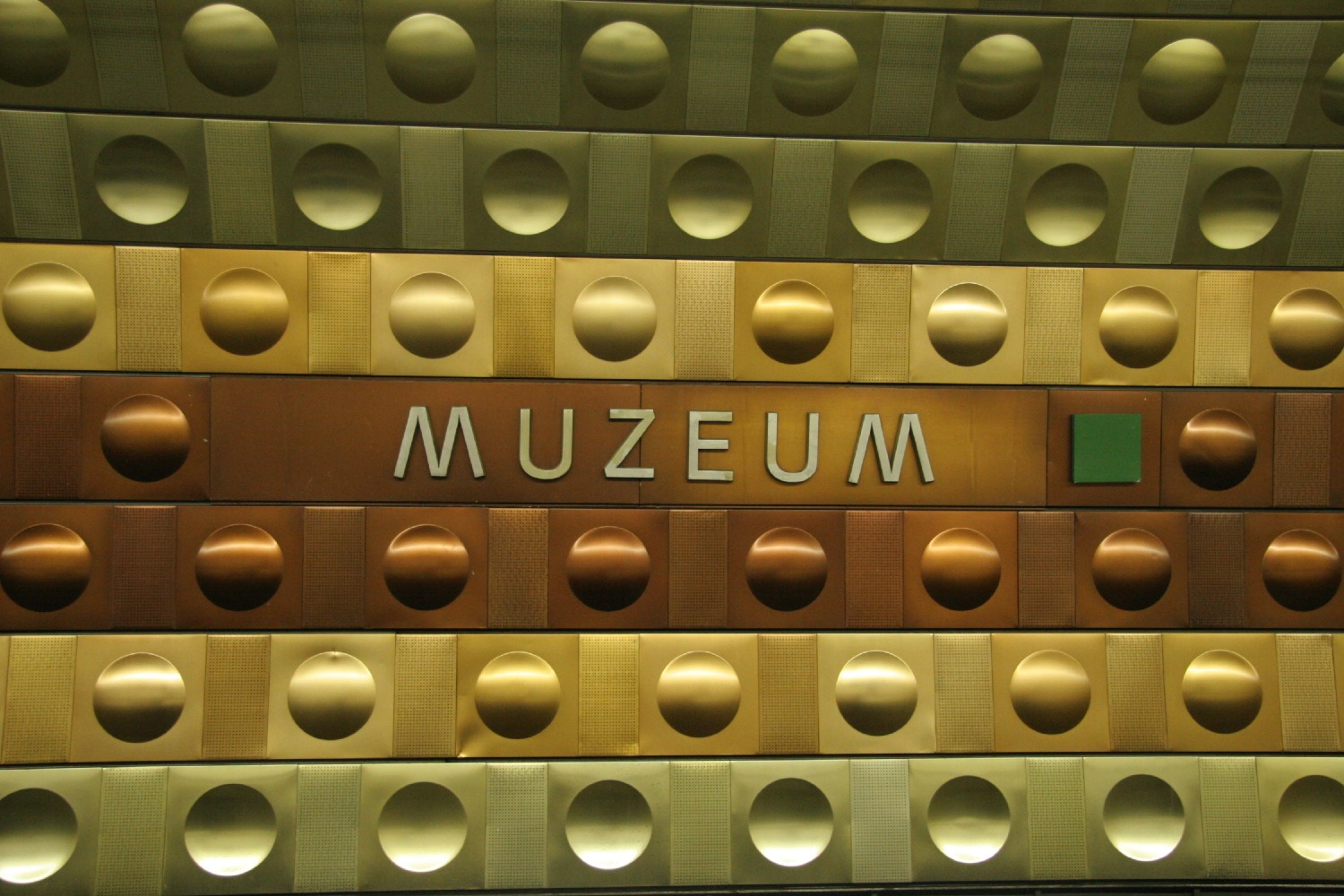
A線の駅名表示
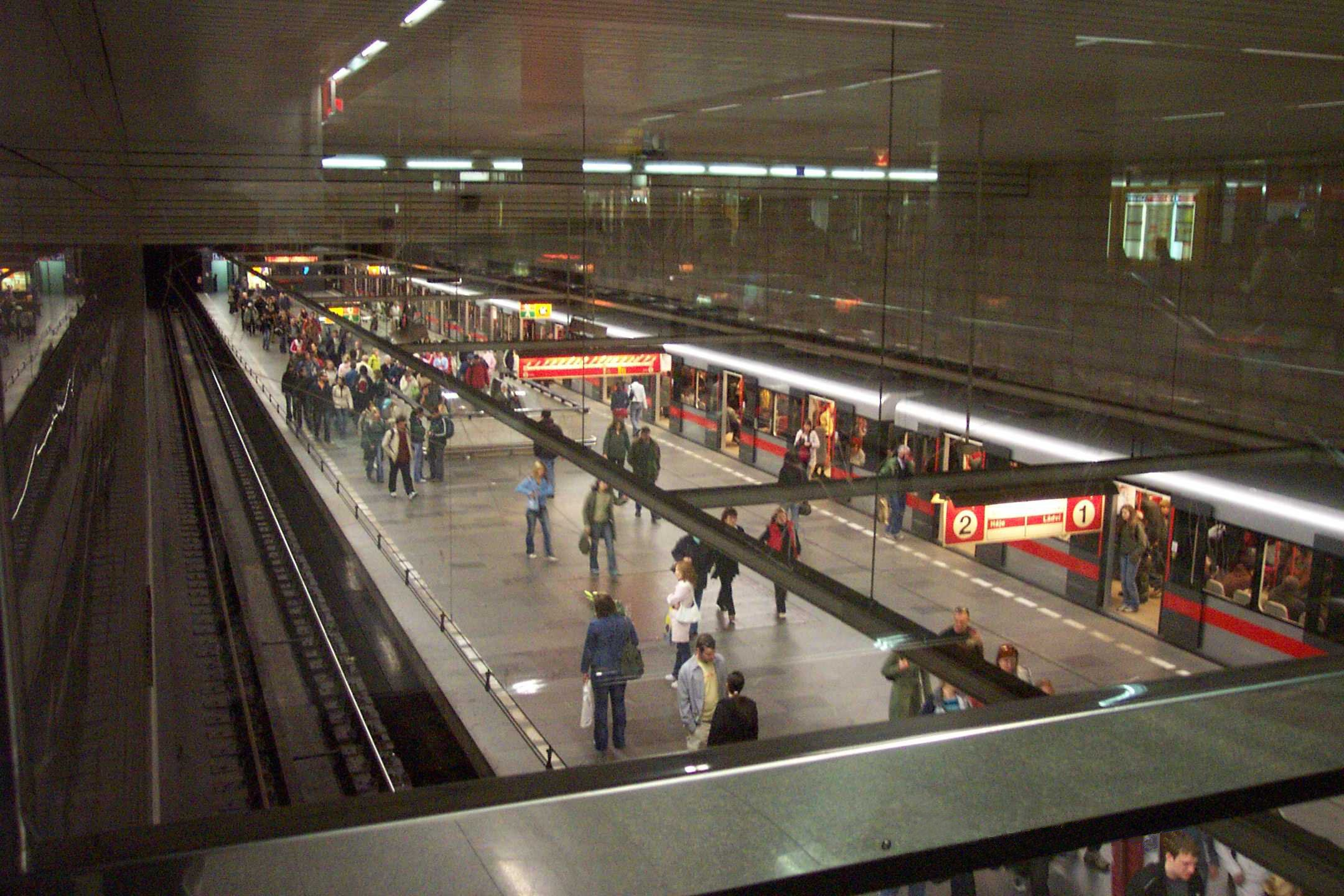
C線のプラットホーム

## 近傍の施設
- 国立博物館
- ヴァーツラフ広場